# Miguel Calatayud
Miguel Calatayud Cerdán es un ilustrador e historietista español, nacido en Aspe (Alicante), en 1942. Inició sus estudios en la Escuela de Artes Aplicadas de Murcia, ciudad en la que residía, y en 1961 los continuó en Valencia, en la Escuela Superior de Bellas Artes de San Carlos, ciudad en la que fija su residencia. En el ámbito del cómic y por parte de sus teóricos, se le considera un autor aislado e independiente o un precursor de la Nueva Escuela Valenciana. Como ilustrador, ha recibido los premios más prestigiosos del sector.

## Obra
Miguel Calatayud comenzó su carrera en los años 70 como ilustrador y realizando para la revista Trinca las series Peter Petrake y Los doce trabajos de Hércules, que muestran, para Mariano Ayuso y Antonio Lara, unos dibujos bellísimos de colorido excepcional y una suprema elegancia, más emparentados "con la ilustración infantil que con otros dominios gráficos." A esta etapa pertenece también "Soy el aire".
Durante los 80 fue uno de los más destacados representantes de la llamada "línea clara valenciana", junto con Daniel Torres, Mique Beltrán, Micharmut y Sento. Para Jesús Cuadrado era entonces una deliciosa blasfemia en el páramo cutre del mapa mentiroso de nuestro gráfito.
Ilustra, en el año 1984, para el Club Juvenil del Monte de Piedad y Caja de Ahorros de Sevilla, todos los cromos del álbum Dos leyendas de Becquer.
Pasó posteriormente a ser reconocido por la ilustración de obras de literatura infantil, especialmente las más atrevidas, como las de Miquel Obiols o Carles Cano Peiró. 
Con El pie frito ganó en 1998 el premio a la mejor obra del Salón del Cómic de Barcelona. 
En el nuevo siglo, se convirtió en el director de arte de la colección de álbumes ilustrados "Diálogo Infantil" de la Editorial Diálogo, antes especializada en libros de filosofía y para la que busca nuevos autores. En dicha colección, además, ilustró los títulos El bosque de mi abecedario, libro de poemas de Pedro Villar, y Tres viajes con textos de Jordi Botella. Participó también en los álbumes colectivos de historietas Tapa Roja (2004) y Lanza en astillero (2005) de Ediciones Sinsentido.
Comisarió las exposiciones "Animales en su tinta" y "Originales para cinco rondallas" dentro del II Salón del Libro Infantil Ilustrado Ciudad de Alicante.
La feria del libro ilustrado de Valencia, "Baba Kamo. Festival i fira del llibre il·lustrat", primera edición en diciembre de 2018, adopta este nombre en reconocimiento a la obra Kembo. Incidente en la pista del circo Médrano, (Kalandraka, 2009), escrita por Carlos Pérez e ilustrada por Miguel Calatayud por cuyo trabajo mereció el Premio Nacional de Ilustración.

## Premios
Ha obtenido los premios más prestigiosos de su sector de ilustración, como el Lazarillo de ilustración (1974, por Cuentos del año 2100) y tres veces el Nacional de Ilustración (en 1989 por Una de indios y otras historias, en 1992 por Libro de las M'Alicias y en 2009 por el conjunto de su obra). 
En el año 2000 fue candidato por España al Premio Hans Cristian Andersen.

## Obra
Como historietista
| Años | Título                                                         | Tipo        | Publicación original                                   | Reediciones                |
| ---- | -------------------------------------------------------------- | ----------- | ------------------------------------------------------ | -------------------------- |
| 1970 | Peter Petrake                                                  | Serie/Álbum | Trinca (Doncel)                                        | El Patito Ediciones (2009) |
| 1972 | Los doce trabajos de Hércules                                  | Serie/Álbum | Trinca (Doncel)                                        | Edicions de Ponent (2010)  |
| 1976 | El hombre que encontró la gallina de los huevos de oro         | Serie       | El Acordeón                                            |                            |
| 1976 | El extraño planeta                                             | Serie       | El Acordeón                                            |                            |
| 1984 | La diosa sumergida                                             | Serie       | Rumbo Sur                                              | Dibbuks (2005)             |
| 1984 | La pista atlántica                                             | Álbum       | Arrebato                                               |                            |
| 1985 | El Proyecto Cíclope                                            | Serie/Álbum | Cairo                                                  | Editorial Complot (1990)   |
| 1992 | Conquistadores en Yucatán. La desaparición de Gonzalo Guerrero | Álbum       | Colección Relatos del Nuevo Mundo (Planeta DeAgostini) |                            |
| 1997 | El pie frito                                                   | Álbum       | Edicions de Ponent                                     |                            |
| 2004 | Tapa Roja                                                      | Colectiva   | Ediciones Sinsentido                                   |                            |
| 2005 | Lanza en astillero                                             | Colectiva   | Ediciones Sinsentido                                   |                            |

Como ilustrador
| AÑO  | TÍTULO                                                              | EDITORIAL                            |
| ---- | ------------------------------------------------------------------- | ------------------------------------ |
| 2022 | Trulus, trulos y búhos                                              | Anaya                                |
| 2018 | Imaginar a Peter Pan                                                | Editorial Degomagom                  |
| 2011 | El cuaderno de Luismi                                               | Anaya                                |
| 2010 | Catálogo de Miguel Calatayud : ilustraciones 1970-2010              | Kalandraka Editora, S.L.             |
| 2010 | La escapada                                                         | Editorial Diálogo                    |
| 2009 | La casa de cristal del señor Clin [Estuche]                         | Ediciones SM                         |
| 2009 | Kembo                                                               | Kalandraka Ediciones Andalucía, S.L. |
| 2009 | El libro de las M´alicias                                           | Kalandraka                           |
| 2008 | Los animales de la lluvia                                           | Editorial Diálogo                    |
| 2008 | El bosque de mi abecedario                                          | Editorial Diálogo                    |
| 2008 | La formiga viatgera                                                 | Editorial Diálogo                    |
| 2008 | El llibre de la selva                                               | Edicions Bromera                     |
| 2007 | Federico García Lorca para niños y niñas... y otros seres curiosos] | Ediciones de la Torre                |
| 2007 | Al pie de la letra                                                  | Kalandraka Ediciones Andalucía, S.L. |
| 2006 | ¡Espera ya voy!                                                     | Editorial Diálogo                    |
| 2006 | Vic Pupo lo quiere todo                                             | Editorial Diálogo                    |
| 2005 | Tres viajes                                                         | Editorial Diálogo                    |
| 2003 | Així és la vida                                                     | Editorial Diálogo                    |
| 2003 | A galope tendido                                                    | Editorial Diálogo                    |
| 2003 | Operaciò Y                                                          | Brosquil Ediciones, S.L.             |
| 2001 | El mundo al revés                                                   | Media Vaca                           |
| 2000 | La casa de cristal del Sr. Clin                                     | Ediciones SM                         |
| 1999 | Columbeta o la isla del libro                                       | Anaya                                |
| 1998 | La ballena en la bañera                                             | Ediciones SM                         |
| 1994 | ¡Una de piratas!                                                    | Ediciones SM                         |
| 1988 | Una de indios y otras historias                                     | Ediciones SM                         |